# HMS Vinga (65)
HMS Vinga (65) var en minsvepare i svenska flottan av Arholma-klass. Hon utrangerades 1964, blev målfartyg och sänktes. Vraket såldes därefter i sjunket tillstånd som skrot.